# Leonida Beltrame
Leonida Beltrame (Adria, 4 agosto 1904 – Venezia, 28 agosto 1994) è stato un pittore italiano che aderì alla corrente post-impressionista del Novecento.

## Biografia
Leonida Beltrame è nato ad Adria (Rovigo) nel 1904. Ha vissuto per gran parte della sua vita a Venezia, dove ha prodotto le opere più significative. La sua attività data dal 1930. Iniziati i suoi studi artistici sotto la guida dei maestri Borgognoni dell'Accademia di Pavia, e dello zio paterno Alberto Beltrame di Sanremo, ha studiato il "Nudo" per sei anni presso l'Accademia di Belle Arti di Venezia.
Ha allestito numerose mostre personali. È stato membro di merito di Accademie italiane ed estere. È stato designato in Commissioni d'arte nazionali per opere pubbliche. La RAI-TV gli ha dedicato varie interviste e commenti. È insignito della Commenda del Sovrano Ordine Ospedaliero di S. Giorgio in Carinzia con Sede Magistrale in Roma. Ha ricevuto il riconoscimento di Cavaliere al merito della Repubblica Italiana e la Commenda del Sovrano Ordine di San Giovanni di Gerusalemme Cavalieri di Malta.
È morto nella sua casa di Sant'Elena a Venezia nel 1994.

## Opere in collezioni
Sue opere Figurano in collezioni private e pubbliche:
- Pinacoteca Accademia di Montecatini,
- Museo d'arte sacra permanente "Amici di Padre Pio" in San Giovanni Rotondo (Foggia),
- Raccolta d'arte Accademia di Paestum Salerno,
- Pinacoteca Columbian in St. Louis Missouri U.S.A.
- Raccolta d'arte "Pensiero ed Arte" di Bari,
- Galleria permanente Confederazione Italiana Professionisti ed Artisti di Roma,
- Santuario Mariano Madonna di Montenero Livorno,
- Pinacoteca Civica di Faenza,
- Accademia Internazionale di S. Rita di Torino,
- Centro italiano documentazioni e ricerche di Castellamare di Stabia,
- Pinacoteca di Villa Verucchio - Forlì,
- Santuario Madonna dell'Arco Napoli,
- Chiesa Parrocchiale di S. Elena di Venezia,
- Chiesa Parrocchiale di S. Marco Evangelista di Mira Porte (Venezia),
- Raccolta d'Arte del Comune di Spinazzola (Bari).

## Premi
Nella sua lunga attività artistica, ha conseguito importanti premi nazionali ed internazionali:
- Lauro d'Oro Accademico 1956 - Roma
- Palma D'Oro dell'Accademia de' i 500 1966 - Roma
- Pergamena d'Onore con Stella al Premio Europa 1965 (MEC) - Ancona
- Premio Europa della Cultura 1970, nell'ambito delle Comunità Europee 1971 - Roma / Campidoglio
- Premio Dante Alighieri 1977 - Roma
- Premio Campidoglio d'Oro dell'Accademia Burkhardt di Basilea 1977
- International Award 1978 - Zurigo
- Vittoria Alata "Cavalieri del Progresso" 1979 - Roma
- Oscar Italia 1980 - Milano
- 1982 - Foggia - XIV Premio Nazionale "Primavera" conseguito il Trofeo Memoriale Attilio Tibollo
- 1982 - Boretto (RE) - Oscar Universale indetto dall'Accademia Internazionale Artistica Letteraria "Città di Boretto"
- 1983 - Foggia - XV Premio Nazionale "Primavera": Trofeo Città di Foggia
- 1985 - Pietralba (BZ) - I Premio Nazionale d'Arte Sacra "La Madonna di Pietralba": secondo Premio Assoluto
- 1986 - Gran Premio Internazionale "Cav. di Malta del Sovrano Ordine di S. Giovanni in Gerusalemme" indetto dall'Accademia Città di Boretto.

## Critici
Nel corso di 60 anni di attività, Leonida Beltrame è stato apprezzato dai seguenti critici: M. Alzetta, L. Bellotti, A. Bevilacqua, P. Boer, S. Brossi, C. d'Aquino Mineo, T. De Virgilis, E. Buda, A. di Pasquale, R. Di Pietro, O. Galdieri, G. Gasparotti, G. Gigli, A. Jannace, G. Libate, M.P. Luchini, F. Mancini, C. Manzi, G. Manganare. G. Marzoli, G.P. Paolino, F. Passarella, N. Perri, A. Poli, A. Puccetti, S.F. Raiola, P. Rizzi, N. Scalisi, L. Servolini, G. Spinelli, L. Spinelli, A. Troni.

## Stralci di critiche autorevoli
Solido e vero pittore, Beltrame conosce bene gli impasti, taglia con sicurezza il quadro e non si perde - come avviene spesso in chi segue la tradizione figurativa - in dettagli particolaristici, in rifiniture leziose: quando le sue straduzze si animano di folla, ad esempio, le figure sono da lui schizzate con garbo e rese vive, partecipando dinamicamente, così, alla vita dell'insieme.

LUIGI SERVOLINI

(Presentazione personale - maggio 1974)
In effetti si può anche guardare Venezia così, con l'occhio puro di Beltrame, lasciandosi prendere dal fascino di una città dove tutto diventa colore, luce, pittura, i sofismi cadono, superati dall'amoroso palpito di un pittore che si sente ancora vivo - vivo come uomo e come artista - in una città dove la bellezza ti attende ad ogni varco, pronta a tramutarsi in dono pittorico.

PAOLO RIZZI

(Venezia - gennaio 1975)
... basta una qualsiasi delle sue opere - perché in ognuna egli è sempre e tutto sé stesso - a dirci come lo sguardo di Leonida Beltrame sia penetrativo delle vicende umane ed eloquente, per quella chiarezza di emotività e di genuine sensazioni che fanno di tutte le sue immagini un canto ispirato e gentile: d'amore, di luce e di poesia.

CARMINE MANZI

(dal volume - "Uomini d'arte e di pensiero" - collana 1974 - Paestum)
Ma le qualità che rendono Beltrame veramente autentico agli occhi della critica, sono la incisività segnica e il particolare "modus" cromatico che lo accostano ai contemporanei.

Figurativo non si spreca nello illustrativo, riuscendo ad ottenere quell'equilibrio tecnico e quella armonia ideali nella struttura compositiva, per offrire al fruitore organicità e omogeneità visive, creando in tal modo uno stato di forma e colore che solo un animo poetico riesce a concepire così egregiamente.

GIANNA PAGANI PAOLINO
Arte senza mistificazione ma schietta e sincera - in questo l'artista - la cui produzione permette al fruitore di rimanere estatico dinanzi ad ogni immagine convogliata nel riquadro del dipinto.

Si tratta di immagini della sua città marinara: ponticelli e calli, distese di mare o stradine articolate in lunghi serpeggiamenti di vie e viuzze, facciate di chiese scolorite dalla patina del tempo, tratti di marina sui quali leggére imbarcazioni si muovono dolcemente con senso quasi di abbandono.
Affonda a piene mani nelle pieghe più sottili della realtà esterna, nel mutare delle stagioni, negli impercettibili - talvolta imprevedibili - battiti della sua città e della sua laguna.

GINO SPINELLI de SANTELENA

Direttore rivista "Pensiero ed Arte"
Ad ammirare le opere di questo pittore non ci si stancherebbe mai.

Del resto quanto possiamo ammirare in queste genuine opere è la perfezione del riporto fantastico, che profonda i visitatori delle mostre di Leonida Beltrame, di uno stato d'animo, di una atmosfera gioiosa di colori, di stile, di poetica: e tutto questo è vita, unità, pienezza d'arte tanto sentita.

Il nostro è un uomo (soprattutto uomo) oltre che artista, felice, modesto, interessato intensamente alla natura, a tutto quanto è "palpito", "fremito" del suo grande e generoso cuore.

Dunque non potremmo riconoscere nell'artista altro che l'innato artefice, il glorificatore delle opere create per l'uomo dal Primo Grande Architetto del Mondo, e stabilirne la qualità, il valore, i termini delle sue azioni, è stato facile, perché il suo spirito è presente in ogni quadro, in ogni visione, con noi, in un dialogo muto sereno, fantastico.

NINO SCALISI

## Onorificenze
L'artista è stato insignito delle seguenti onorificenze:
- Cavaliere al merito della Repubblica Italiana
- Commenda del Sovrano Ordine di San Giovanni di Gerusalemme Cavalieri di Malta
- Commenda del Sovrano Ordine Ospedaliero di S. Giorgio in Carinzia con Sede Magistrale in Roma